# Catania (provins)
Catania er en italienske provins på øen Sicilien.
Hovedstaden for provinsen er Catania, som også har givet navn til provinsen.

## Kommuner
- Aci Bonaccorsi
- Aci Castello
- Aci Catena
- Acireale
- Aci Sant'Antonio
- Adrano
- Belpasso
- Biancavilla
- Bronte
- Calatabiano
- Caltagirone
- Camporotondo Etneo
- Castiglione di Sicilia
- Catania
- Fiumefreddo di Sicilia
- Grammichele
- Gravina di Catania
- Licodia Eubea
- Linguaglossa
- Maletto
- Maniace
- Mascali
- Mascalucia
- Mazzarrone
- Militello in Val di Catania
- Milo
- Mineo
- Mirabella Imbaccari
- Misterbianco
- Motta Sant' Anastasia
- Nicolosi
- Palagonia
- Paternò
- Pedara
- Piedimonte Etneo
- Raddusa
- Ragalna
- Ramacca
- Randazzo
- Riposto
- San Cono
- San Giovanni la Punta
- San Gregorio di Catania
- San Michele di Ganzaria
- San Piero Clarenza
- Sant' Agata li Battiata
- Sant' Alfio
- Santa Maria di Locodia
- Santa Venerina
- Scordia
- Trecastagni
- Tremestieri Etneo
- Valverde
- Viagrande
- Vizzini
- Zafferana Etnea

37°31′N 15°04′Ø / 37.52°N 15.07°Ø